# 会津若松市立湊学園
会津若松市立湊学園（あいづわかまつしりつ みなとがくえん）は、福島県会津若松市にある義務教育学校である。

## 沿革
- 2024年（令和6年）
  - 4月1日 - 会津若松市立湊小学校・会津若松市立湊中学校の統合により設立。
    - 校舎は、併合校であるそれぞれの校舎をそのまま継続使用。

  - 4月8日 - 開校式・第一回入学式・後期課程入学式を挙行。
    - 愛唱歌「みなとの空へ」初披露[2]。

## 教育目標
～郷土を愛し、夢に向かって挑戦し続ける子どもの育成～

## 校歌・愛唱歌
- 校歌は、併合学校である湊小学校・湊中学校の校歌をそれぞれ継続。
- みなとの空へ - 小中学校統合に伴い、新たに制作。
  - 作詞: 湊小学校児童・湊中学校生徒、湊学園移行準備委員会
  - 作曲: ヴァイオリニスト竜馬

## 通学区域
- 会津若松市
  - 湊町

## アクセス
- 会津バス河東・湊線の「湊学園前」バス停にて下車（前期課程校舎の駐車場内）。
- 鉄道の場合、JR東日本会津若松駅、JR東日本・会津鉄道西若松駅から、上述のバスに乗車。